# Kabinett Tulenheimo
Das Kabinett Tulenheimo war das 12. Kabinett in der Geschichte Finnlands. Es amtierte vom 31. März 1925 bis zum 31. Dezember 1925. Beteiligte Parteien waren Landbund (ML) und Nationale Sammlungspartei (KOK).

## Minister
| Ressort                                   | Name                | Partei     | Amtszeitbeginn | Amtszeitende      |
| ----------------------------------------- | ------------------- | ---------- | -------------- | ----------------- |
| Ministerpräsident                         | Antti Tulenheimo    | KOK        | 31. März 1925  | 31. Dezember 1925 |
| Äußeres                                   | Gustaf Idman        | unabhängig | 31. März 1925  | 31. Dezember 1925 |
| Justiz                                    | Oskar Lilius        | unabhängig | 31. März 1925  | 31. Dezember 1925 |
| Inneres                                   | Matti Aura          | unabhängig | 31. März 1925  | 31. Dezember 1925 |
| Verteidigung                              | Aleksander Lampén   | KOK        | 31. März 1925  | 31. Dezember 1925 |
| Finanzen                                  | Hugo Relander       | unabhängig | 31. März 1925  | 31. Dezember 1925 |
| Bildung                                   | Eemil Nestor Setälä | KOK        | 31. März 1925  | 31. Dezember 1925 |
| Landwirtschaft                            | Juho Sunila         | ML         | 31. März 1925  | 31. Dezember 1925 |
| stellvertretender Landwirtschaftsminister | Vihtori Vesterinen  | ML         | 31. März 1925  | 31. Dezember 1925 |
| Verkehr und öffentliche Arbeiten          | Kyösti Kallio       | ML         | 31. März 1925  | 31. Dezember 1925 |
| Handel und Industrie                      | Yrjö Pulkkinen      | KOK        | 31. März 1925  | 31. Dezember 1925 |
| Soziales                                  | Vilkku Joukahainen  | ML         | 31. März 1925  | 31. Dezember 1925 |
| ohne Portfolio                            | Kalle Lohi          | ML         | 31. März 1925  | 31. Dezember 1925 |